# Droga wojewódzka 375
Die Droga wojewódzka 375 (DW 375) ist eine 20 Kilometer lange Droga wojewódzka (Woiwodschaftsstraße) in der polnischen Woiwodschaft Niederschlesien, die die Droga krajowa 5 in Dobromierz mit der Droga wojewódzka 367 in Wałbrzych verbindet. Die Strecke liegt im Powiat Świdnicki, im Powiat Wałbrzyski und in der kreisfreien Stadt Wałbrzych.

## Streckenverlauf
Woiwodschaft Niederschlesien, Powiat Świdnicki
-  Dobromierz (Friedeberg) (DK 25, DK 34)

Woiwodschaft Niederschlesien, Powiat Wałbrzyski
- Chwaliszów (Quolsdorf)
- Stare Bogaczowice (Altreichenau, Alt Reichenau)
- Struga (Adelsbach)
-  Szczawno-Zdrój (Bad Salzbrunn) (DW 376)

Woiwodschaft Niederschlesien, Kreisfreie Stadt Wałbrzych
-  Wałbrzych (Waldenburg/Schlesien) (DK 35, DW 367, DW 376, DW 379, DW 381)